# Castello di Weißenstein
Il castello di Weißenstein è un'imponente costruzione barocca che sorge nella lussureggiante ed amena campagna bavarese; nel comune di Pommersfelden, nei dintorni di Bamberga, una delle più belle città d'arte della regione.

## Storia e descrizione

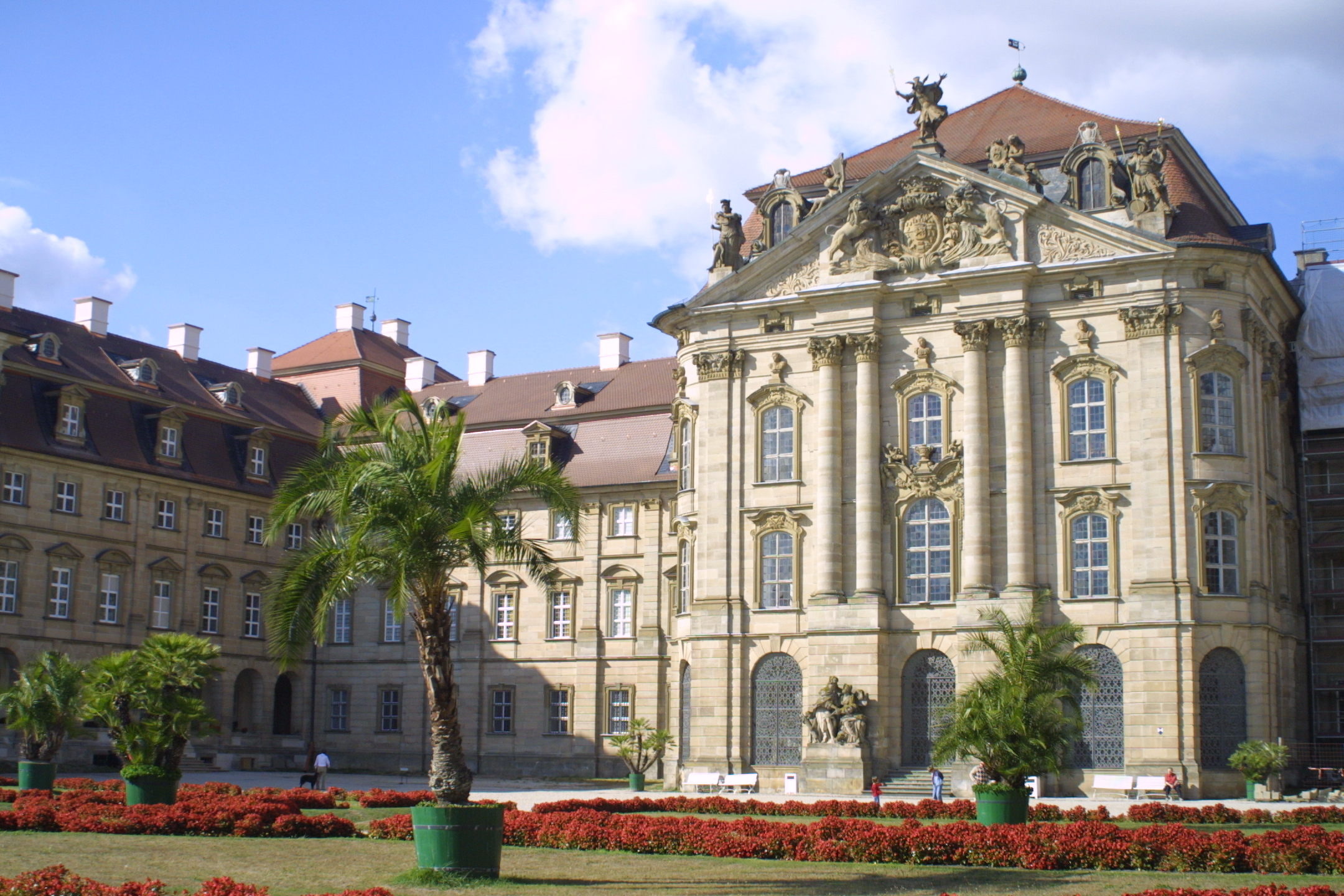
la facciata

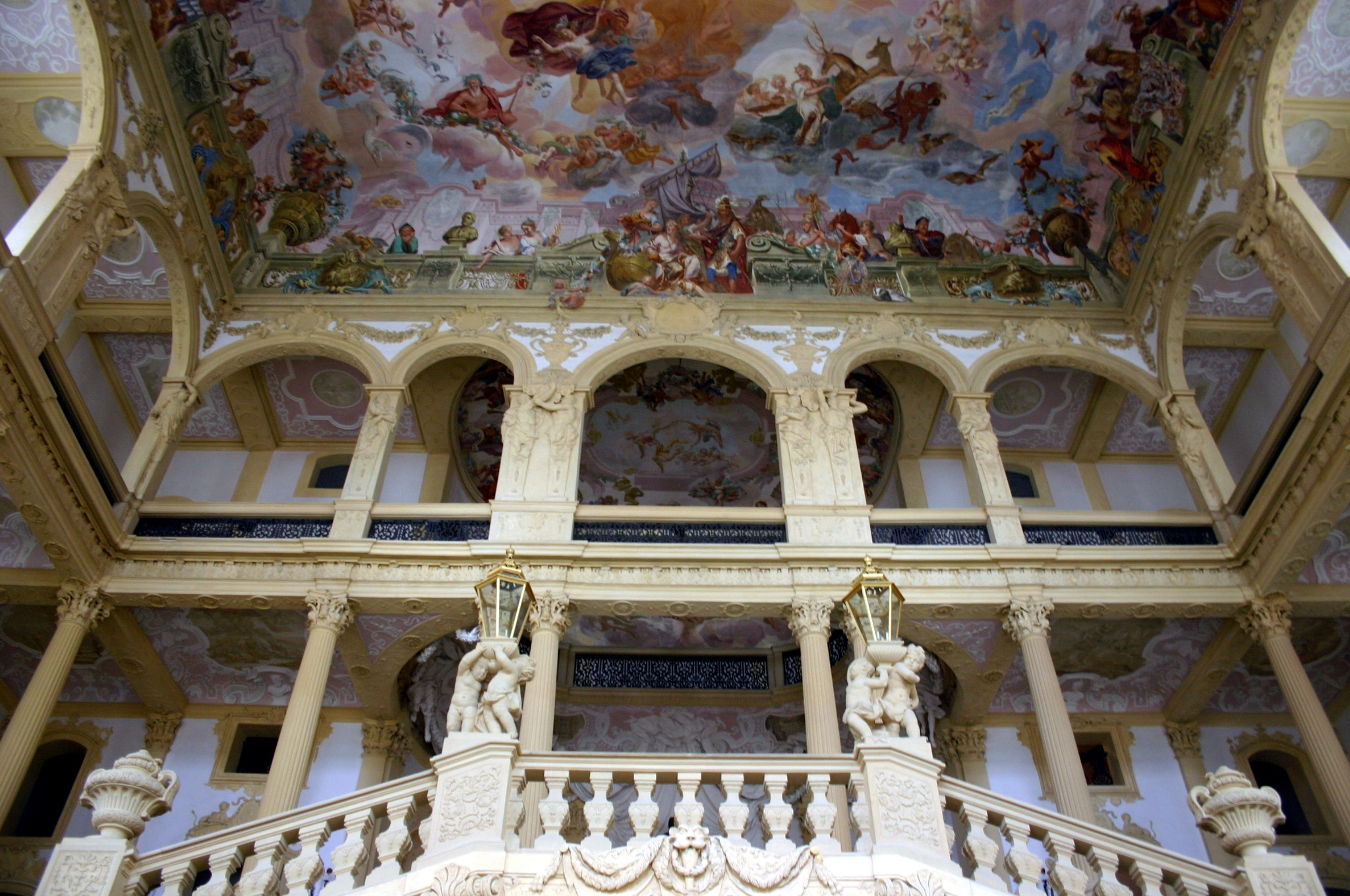
il grandioso scalone d'onore

Il complesso venne edificato fra il 1711 e il 1718 come residenza estiva dei principi-vescovi di Bamberga. 
Franz Lothar von Schönborn, principe elettore di Magonza e principe vescovo di Bamberga, commissionò la costruzione del castello a due fra i più grandi architetti germanici dell'epoca, Johann Dientzenhofer e Johann Lucas von Hildebrandt, che concepirono edificio con due ali simmetriche avanzanti a formare una pianta a "ferro di cavallo", con un corpo centrale aggettante. Una grande corte d'onore sul davanti chiusa dal Marstall, le scuderie curvilinee disegnate da Maximilian von Welsch; e un parco sul retro.  Il castello divenne il modello di palazzo barocco della Franconia, e influenzò anche il progetto della costruzione della più famosa residenza di Würzburg. Ancora proprietà del casato degli Schönborn, rappresenta anche uno dei meglio conservati complessi barocchi della Germania, nonostante sia anche stato danneggiato dalle truppe prussiane durante la guerra dei sette anni.

### Gli interni
Il principe era un grande amante dell'arte e dell'architettura, tanto che volle decorare fastosamente anche gli interni, chiamando grandi artisti che realizzarono grandiosi capolavori. Al pian terreno si apre, verso il giardino, la Grottensaal, salone ovale su sedici pilastri e statue classiche con le pareti completamente ricoperte di rocce, pietre e conchiglie nella più tipica ornamentazione rocaille, detta appunto "a grotta". Nel 1717 arriva Johann Michael Rottmayr che realizza il magnifico soffitto della Marmorsaal il grande salone delle Feste dalle possenti colonne marmoree che le danno il nome. Tutto il castello si incentra sullo scenografico Treppenhaus, il grandioso Scalone d'Onore che si sviluppa per l'altezza di tre piani. Venne disegnato dallo stesso Principe e si compone di logge sovrapposte su colonne corinzie scanalate e pilastrini atte a sorreggere il grande soffitto a padiglione. Nella volta è l'affresco realizzato da Johann Rudolph Byss e Giovanni Francesco Marchini che raffigura le divinità dell'Olimpo e i quattro continenti allora conosciuti: Europa, rappresentata dalla figura di un soldato romano con alle spalle edifici classici; Asia, con un cammello e personaggi con turbante; Africa, con figure dalla pelle scura; e America, rappresentata da indiani pellirossa abbigliati con piume.
Notevoli sono anche gli appartamenti del principe-vescovo, dove emergono lo Spiegelkabinett, la graziosa sala degli Specchi, che realizzata su disegno di Ferdinand Plitzner, costituisce il più antico esempio del genere in Germania; e la Gemäldegalerie, il gabinetto di pittura, con un'importantissima collezione di capolavori rinascimentali e barocchi di grandi pittori europei come Dürer, Rubens, Tiziano, Pieter Bruegel il Vecchio, Rembrandt e Van Dyck.

## Opere d'arte
- Tiziano, Ritratto di gentiluomo di Casa Farnese, 1525 circa
- Artemisia Gentileschi, Susanna e i vecchioni, 1610

## Galleria d'immagini

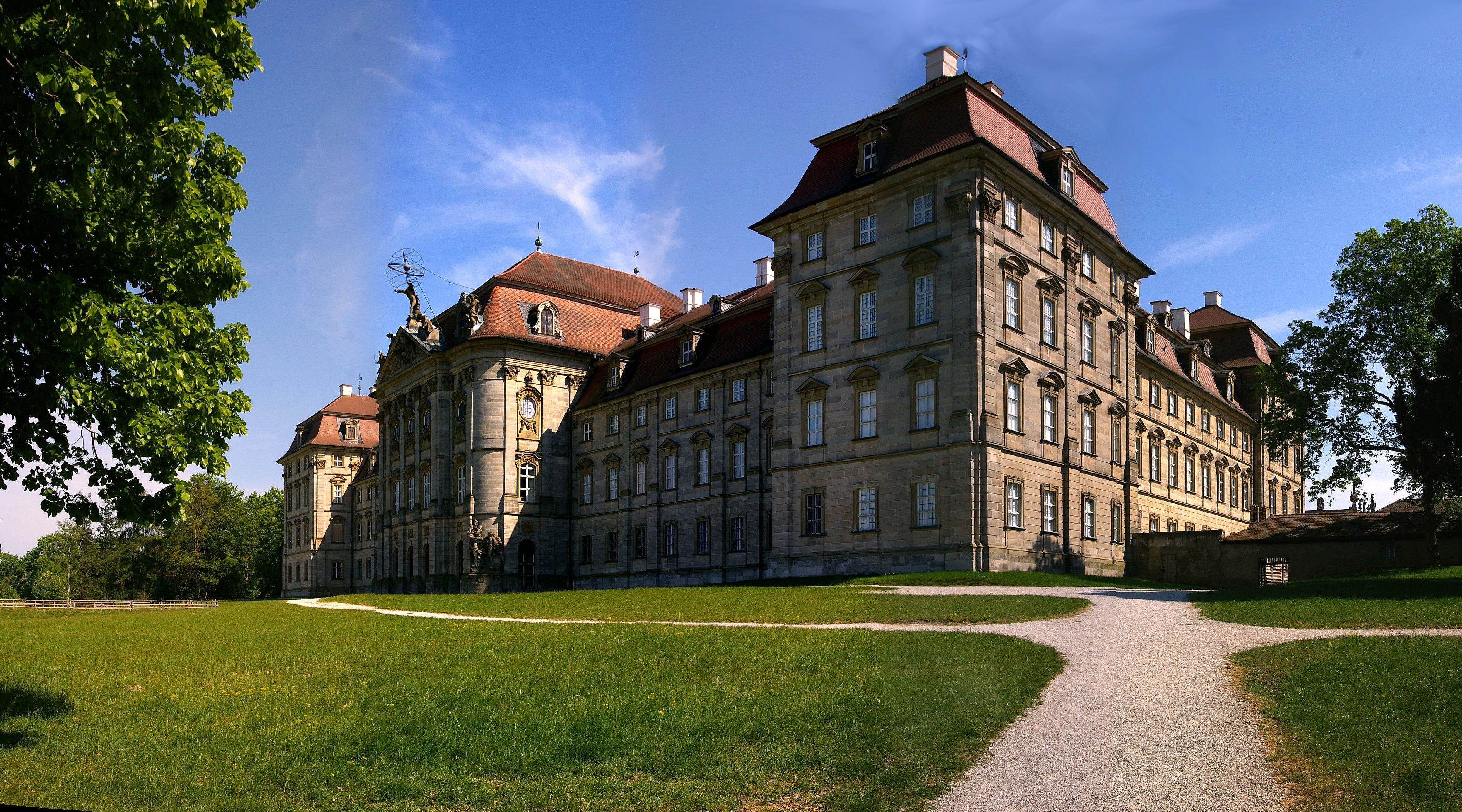
veduta del castello
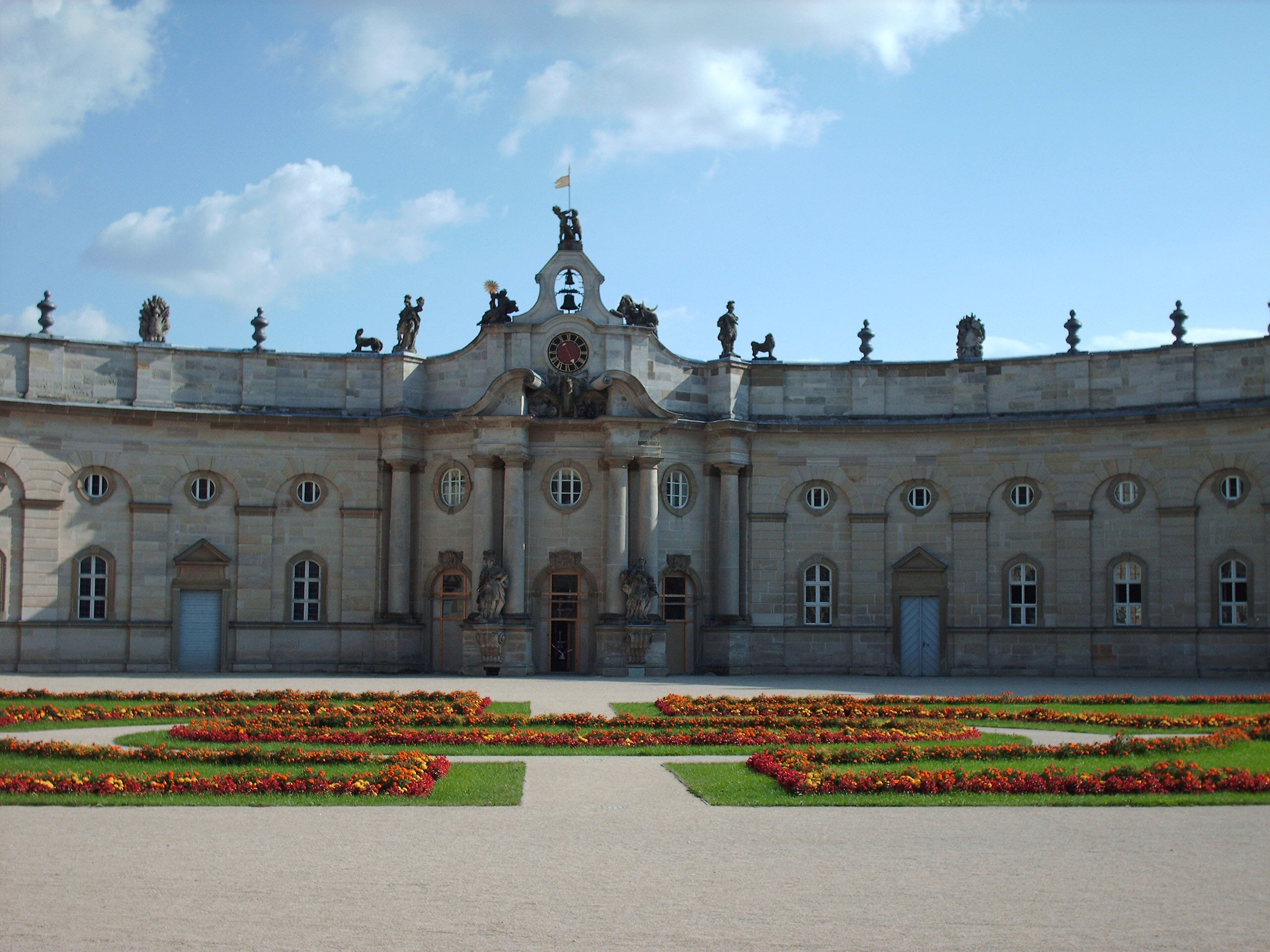
le Scuderie
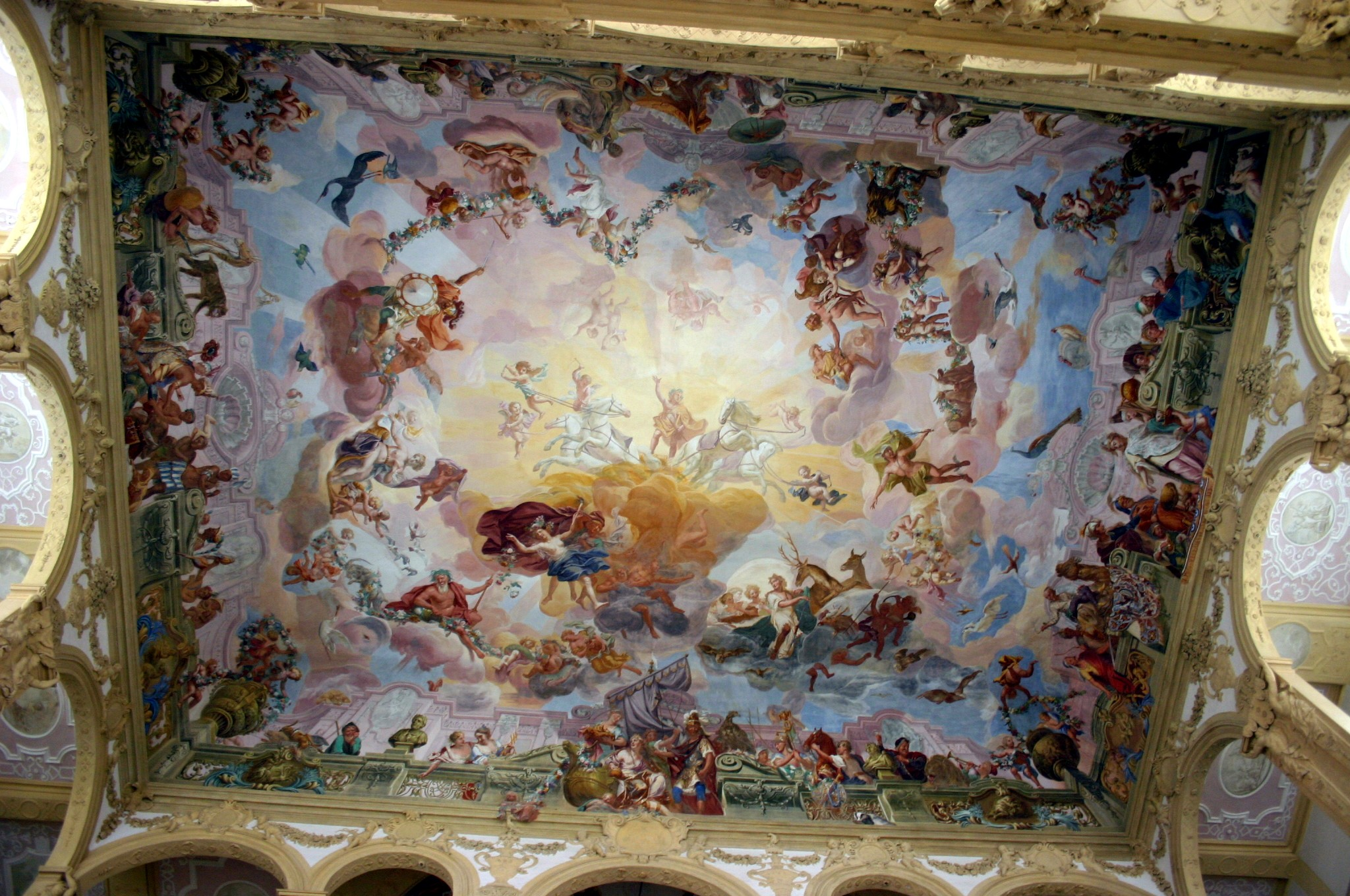
la volta dello scalone con l'affresco dei Quattro continenti di G.F. Marchini
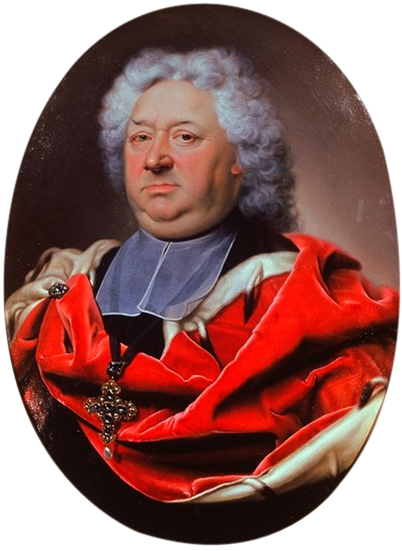
il principe-vescovo Franz Lothar von Schönborn, 1715